# Hervé Arsène
Hervé Malabary Arsène (ur. 30 października 1963 w Hell-Ville, Nosy Be) – madagaskarski piłkarz grający na pozycji obrońcy, trener piłkarski.

## Kariera klubowa
W latach 1982–1984 grał w AS Sotema. W latach 1985–1987 był zawodnikiem OC Saint-André z Reunionu. Następnie trafił do RC Lens. W 1989 przeszedł do La Roche VF, a w 1991 wrócił do RC Lens i grał tam do końca kariery (1998). W swoim ostatnim sezonie w tym klubie wywalczył mistrzostwo kraju.

## Kariera reprezentacyjna
Arsène grał w reprezentacji Madagaskaru. Nie wiadomo jednak w jakich latach reprezentował kraj oraz w ilu meczach w kadrze wystąpił.

## Kariera trenerska
W 2007 został selekcjonerem reprezentacji Madagaskaru. W 2008 zastąpił go Mickael Nivoson Andrianasy. W lipcu 2012 został trenerem francuskiej kadry do lat 17. Trenował też UC Divion oraz drużynę młodzieżową (U-15) RC Lens.

## Życie prywatne
Jest żonaty z Faouzią, z którą ma troje dzieci: Faeda, Ulricha i Sharmillę.